# Marco Panieri
Marco Panieri (* 19. August 1990 in Imola) ist ein italienischer Kommunalpolitiker vom Partito Democratico.

## Werdegang
Panieri wuchs in Imola auf. Nach einem Abschluss als Vermessungsingenieur erwarb er an der Universität Bologna  einen Abschluss in Business Management Economics. Seit dem 22. September 2020 ist er Bürgermeister der Stadt Imola.